# Brentano String Quartet
Das Brentano String Quartet ist ein US-amerikanisches Streichquartett.

## Geschichte
Das Quartett wurde 1992 an der Juilliard School in New York gegründet. Gründungsmitglieder waren Mark Steinberg (1. Violine), Serena Canin (2. Violine), Misha Amory (Viola) und Michael Kannen (Violoncello). Auf Anregung des Pianisten Thomas Sauer, dem Ehemann Serena Canins, benannte sich das Quartett nach Antonie Brentano, die als Beethovens „Unsterbliche Geliebte“ gilt.
Das Quartett gab sein öffentliches New Yorker Debüt im Februar 1994. 1995 erhielt es den Naumburg Award und den Martin Segal Prize. Im Mai 1998 verließ Kannen das Quartett, nachdem seine Frau bei einem Autounfall verletzt worden war, um sich um sein Kind zu kümmern, und wurde durch Nina Lee ersetzt. Kannen tritt jedoch weiterhin als Gast des Quartetts auf.
Von 1999 bis 2014 war das Quartett das erste Ensemble-in-Residence an der Princeton University. Im November 2013 wurde es Quartett-in-Residence an der Yale School of Music.
Das Brentano-Quartett hat mehrere Aufträge an Komponisten vergeben, darunter an Gabriela Lena Frank, außerdem neue Werke unter den Titeln "Art of the Fugue Project" und "Fragments Project" initiiert.
Internationale Aufmerksamkeit erreichte das Ensemble mit dem Soundtrack zum Film Saiten des Lebens (2012) mit Philip Seymour Hoffman, Christopher Walken und Catherine Keener. Im selben Film hat Nina Lee auch einen kurzen Auftritt, in dem sie sich selbst als Cellistin eines fiktiven Klaviertrios unter der Leitung von Wallace Shawn spielt.

## Diskographie (Auswahl)
- Bruce Adolphe, Turning, Returning (C. R. I., 2000)
- Charles Wuorinen, Chamber Music (Naxos, 2011)
- Ludwig van Beethoven, Streichquartett Es-Dur op. 127 und Streichquartett cis-Moll op. 131 (Aeon, 2011)
- Eric Moe, Of Color Braided All Desire (Albany Records, 2015)